# Svenskt kvinnobiografiskt lexikon
Svenskt kvinnobiografiskt lexikon (SKBL) är ett svenskt webbaserat kvinnobiografiskt lexikon som lanserades 2018 och produceras vid Göteborgs universitet. Det innehöll i sin första version artiklar om 1 000 avlidna kvinnor från Sverige, och 2020 publicerades ytterligare 1 000 artiklar. Verkets innehåll är publicerat under fri licens, för att underlätta spridning av materialet. 

## Historia

### Bakgrund
Traditionella svenska lexikon innehåller drygt 5–10 procent biografier om kvinnor, något som riskerar att ge en missvisande historieskrivning. Det har lett till att forskare efterfrågat ett uppslagsverk med ett mer balanserat urval. Åren 1993–1998 utgavs därför ett uppslagsverk i fem band, Nordisk kvinnolitteraturhistoria, som fick stor uppmärksamhet. Det omfattar 250 artiklar, berättar om 850 författare och finns tillgängligt på nätet sedan 2012.
Lisbeth Larsson, professor i litteraturvetenskap, hade sedan 2010 försökt att få till stånd ett mer allmänt lexikon med fokus på kvinnor för att ge en mer rättvis bild av historien (från början tillsammans med Inger Eriksson, verksamhetschef på KvinnSam). Planen från början var att göra en bok, men efter hand föddes istället idén om en databas, publicerat som ett webbaserat lexikon.

### Genomförande
Efter att Riksbankens jubileumsfond beslutat om att ge pengar till projektet 2015 inleddes ett samarbete mellan institutionerna för litteratur, idéhistoria, religion och historia, Språkbanken, Humanistiska biblioteket vid Göteborgs universitetsbibliotek och en rad specialister runt om i Sverige. Under arbetet var omkring 400 specialister involverade. Eftersom historieskrivningen inte varit fokuserad på kvinnor, och flera av artikelsubjekten varit bortglömda, har skribenterna gått till originalkällorna. "Urvalet i databasen bygger på verksamhet, inte kändisskap", enligt Larsson. Fokus har legat på insatser för samhället, men även pionjärer, bland kvinnor som är födda eller verksamma i Sverige.
Redaktionen har medvetet arbetat med att göra länkar mellan personerna i databasen, för att underlätta vidare forskning. Databasen utvecklades av Språkbanken och förvaltas av Swe-Clarin.
Huvudredaktörer för lexikonet är/var professorerna Maria Sjöberg (institutionen för historiska studier) och Lisbeth Larsson.

### Lansering och fortsättning
Svenskt kvinnobiografiskt lexikon lanserades på internationella kvinnodagen 8 mars 2018. Det publicerades fritt tillgängligt på internet, för att maximera spridningen av informationen, och med öppet innehåll. Lexikonet presenterades både på svenska och engelska. För sitt arbete med lexikonet belönades huvudredaktörerna Lisbeth Larsson och Maria Sjöberg 2018 med Humtankpriset.
Lexikonet innehöll vid lanseringen 1 000 levnadsteckningar över avlidna kvinnor med anknytning till Sverige. Den största delen av de då biograferade kvinnorna är födda på 1800- och 1900-talet. En fjärdedel av kvinnorna var författare. Flera av personerna som skildras var välkända under sin levnad men har sedermera förbisetts vid historieskildringen.
I projektets andra del planerades 2018 ytterligare 1 000 biografier att tillfogas till de första artiklarna. Samma år beviljades projektets andra del också finansiellt stöd. Utökningen publicerades under 2020.
På internationella kvinnodagen 2023 uppmärksammades SKBL i samband med femårsdagen av lanseringen av verket. Då meddelades att webbplatsen under det föregående året (2022) besökts 266 000 gånger av totalt 226 000 unika besökare. Då fanns inga planer på ytterligare utökning av verkets omfattning, främst på grund av de relativt omfattande resurser som detta skulle kräva.